# Dominik Bury
Pour les articles homonymes, voir Bury.
Dominik Bury, né le 29 novembre 1996 à Cieszyn, est un fondeur polonais.

## Biographie
Son frère Kamil est aussi fondeur de haut niveau.
Licencié au club MKS Istebna, il fait ses débuts internationaux en 2012 dans la Coupe slave et prend part à ses premiers championnats du monde junior en 2014. Aux Championnats du monde junior 2015, il finit deux fois dans le top vingt.
Il fait ses débuts individuels en Coupe du monde en novembre 2016 à Ruka et marque ses premiers points lors de la saison 2019-2020, où il se classe notamment 24e du Tour de ski.
Il prend part à son premier rendez-vous majeur aux Championnats du monde 2017  à Lahti, où il est notamment 39e du quinze kilomètres classique et dixième du sprint par équipes.
En 2018, il court aux Jeux olympiques de Pyeongchang, où il est 31e du quinze kilomètres libre, 49e du skiathlon et 13e du sprint par équipes.

## Palmarès

### Jeux olympiques d'hiver
| Épreuve / Édition  | Épreuve / Édition  | Pyeongchang 2018 |
| Sprint par équipes | Sprint par équipes | 13e              |
| 15 km libre        | 15 km libre        | 31e              |
| Skiathlon          | Skiathlon          | 49e              |

### Championnats du monde
| Épreuve / Édition        | Sprint                           | Sprint                           | 15 km                            | 15 km                            | Skiathlon 2 × 15 km | 50 km | Relais | Relais    |
| Épreuve / Édition        | libre                            | classique                        | libre                            | classique                        | Skiathlon 2 × 15 km | 50 km | Sprint | 4 × 10 km |
| Mondiaux 2017 Lahti      | -                                | Épreuve inexistante à cette date | Épreuve inexistante à cette date | 39e                              | -                   | -     | 10e    | 13e       |
| Mondiaux 2019 Seefeld    | 45e                              | Épreuve inexistante à cette date | Épreuve inexistante à cette date | 62e                              | -                   | -     | 17e    | -         |
| Mondiaux 2021 Oberstdorf | Épreuve inexistante à cette date | -                                | 32e                              | Épreuve inexistante à cette date | -                   | 38e   | 10e    | 14e       |

Légende :
- : pas d'épreuve
- — : Non disputée par Bury

### Coupe du monde
- Meilleur classement général : 68e en 2020.
- Meilleur résultat individuel : 19e sur une étape de mini-tour.

#### Classements détaillés
| Saison / Épreuve | Saison / Épreuve | Général | Général | Distance | Distance |
| Saison / Épreuve | Saison / Épreuve | Class.  | Points  | Class.   | Points   |
| ---------------- | ---------------- | ------- | ------- | -------- | -------- |
| 2020             | 2020             | 68e     | 70      | 50e      | 42       |